# Re'em
Re'em – (również reëm), w mitologii hebrajskiej olbrzymi dziki wół, tak silny i groźny, że jedynie Bóg może go pokonać. 
Autorzy Księgi Liczb (22,23 i 24,8) i Księgi Powtórzonego Prawa (33,17) porównywali siłę Boga z siłą zwierzęcia o nazwie reem, czyli oryksa arabskiego. Antylopa ta wyginęła w Palestynie w czasach przed naszą erą. W Septuagincie słowo reem przetłumaczono jako monokeros – jednorożec. W Biblii gdańskiej czytamy o jednorożcu, a w Biblii Wujka o rynocerocie (nosorożcu). W pismach żydowskich począwszy od V wieku n.e. reem występuje jako olbrzymi wół.
Według księgi Agudat Agadot jednocześnie żyje tylko jedna para Reem. Krowa i byk zamieszkują przeciwległe krańce ziemi. Raz na siedemdziesiąt lat spotykają się i dochodzi do kopulacji, po której krowa zagryza byka. W łonie krowy rozwijają się dwa bliźniacze cielęta – samiec i samica. W ostatnim, jedenastym roku ciąży krowa Reem staje się tak ciężka, że nie może już chodzić. Przewraca się tylko z boku na bok, śliniąc obficie. Dzięki jej ślinie okoliczne pola rodzą dość trawy, by ją wyżywić. Gdy nadchodzi rozwiązanie, brzuch krowy pęka i wyskakują z niego młode, a ona sama umiera. Cielęta Reem od razu się rozdzielają by spotkać się ponownie po siedemdziesięciu latach.
Midrasz Tehillim opowiada, że król Dawid, gdy był małym chłopcem zaprowadził owce swego ojca na grzbiet śpiącego Reem, który wziął za wzgórze. Reem przebudził się i powstał. Dawid, trzymając sięgający nieba róg Reem, modlił się do Pana Świata, obiecując, że wybuduje mu świątynię szeroką na sto łokci jak rogi Reem. Bóg uratował Dawida zsyłając lwa, a następnie jelenia.
Według traktatu Bawa Batra z Talmudu Babilońskiego Rabbi bar Bar-Chana widział jednodniowe cielę Reem. Było ono większe od góry Tabor. Obwód jego szyi wynosił trzy mile. Odchody cielęcia wpadając do Jordanu, sprawiły, że rzeka wystąpiła z brzegów.
Midrasz Genesis Rabba przedstawia historię ocalenia dwóch młodych Reem z potopu. Noe nie znalazł dla nich miejsca na swej Arce. Pozwolił im jednak oprzeć czubki nosów o pokład i przywiązał za rogi do rufy. Reem płynęły za arką pozostawiając za sobą smugę szerokości Jeziora Tyberiadzkiego.